# Constantin Kabemba
Constantin Kabemba (ur. 1 czerwca 1943 w Élisabethville) – kolarz szosowy z Demokratycznej Republiki Konga, uczestnik letnich igrzysk olimpijskich.
Kabemba wraz z czterema innych kolarzami szosowymi jako pierwszy w historii reprezentował Demokratyczną Republikę Konga na letnich igrzyskach olimpijskich podczas igrzysk 1968 w Meksyku. Wystartował w jeździe drużynowej na czas razem z Jeanem Barnabe, Samuelem Kibambą i François Ombanzim. Kongijczycy zajęli wówczas ostatnie miejsce spośród 30. reprezentacji. Kabemba brał także udział w wyścigu indywidualnym ze startu wspólnego, którego nie ukończył.